# Englesqueville-la-Percée
Englesqueville-la-Percée település Franciaországban, Calvados megyében. Lakosainak száma 93 fő (2022. január 1.). Englesqueville-la-Percée Asnières-en-Bessin, Deux-Jumeaux, Saint-Pierre-du-Mont és Formigny La Bataille községekkel határos.

## Népesség
A település népességének változása:
| Lakosok száma | 180  | 121  | 125  | 93   | 85   | 96   | 104  | 107  | 103  | 93   |
|               | 1968 | 1982 | 1990 | 2006 | 2013 | 2015 | 2017 | 2019 | 2020 | 2022 |